# Kurt Plener
Kurt Plener  (* 31. Dezember 1905 in Berlin; † 11. Juli 1988 in Dortmund) war ein deutscher kommunistischer Sportaktivist.

## Leben
Plener, Sohn einer Arbeiterfamilie, schloss sich  mit 21 Jahren dem Leninbund an, einer Linksabspaltung der KPD. 1927 wechselte er zur KPD und wurde 1929 Sekretär der Rote  Sport-Internationale (RSI). Nach der Machtergreifung des NS-Regimes leitete er ab 1933 illegale Arbeit in Berlin und wurde deshalb steckbrieflich gesucht. Im Jahr 1934 ging er ins dänische Exil und arbeitete bis 1935 für die RSI in Kopenhagen. Danach war er in Paris Sekretär der Kampagne gegen die Olympischen Spiele in Berlin tätig. Im Jahr 1936 war Plener in Barcelona für die geplante Gegenolympiade aktiv, wurde jedoch später wegen Verbindungen zu Willi Münzenberg von der KPD ausgegrenzt. Plener war ab 1938 Sekretär des Hilfskomitees für das republikanische  Spanien in Paris. Nach Kriegsbeginn wurde er 1939 wie viele deutsche Exilanten  interniert, danach wirkte er ab 1940 in  der Résistance. Um 1943/1944 wurde ihm in Lyon die Mitgliedschaft im CALPO verweigert, trotzdem war er später in Südfrankreich für die Bewegung Freies Deutschland tätig. Plener kehrte 1947 nach Deutschland zurück und wirkte als Journalist. Er starb 1988 in Dortmund. 
Kurt Plener war verheiratet mit Marie-Luise Plener, einer deutschen Kommunistin und Résistance-Aktivistin. Ihre gemeinsame Tochter Ulla Plener wurde 1933 in Berlin geboren, wuchs im sowjetischen Exil auf und ist Historikerin.